# H.R. 4437

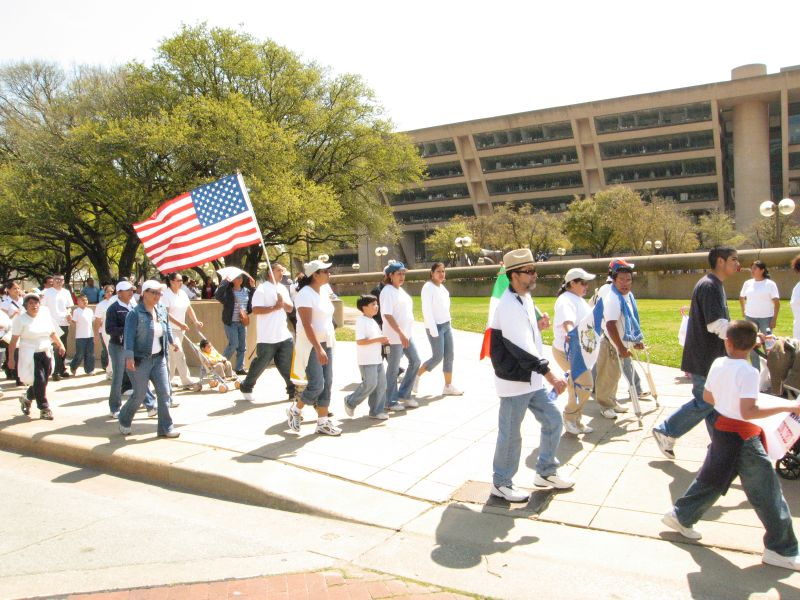
Una protesta en oposición a HR4437 al frente del Alcaldía (Ayuntamiento) de Dallas, Texas

H.R. 4437 (Ley para el control de la inmigración, el antiterrorismo y la protección de las fronteras de 2005 -- The Border Protection, Antiterrorism, and Illegal Immigration Control Act of 2005) fue una iniciativa aprobada por la asamblea legislativa de Estados Unidos el 16 de diciembre de 2005 con 239 votos a favor y 182 en contra. También se conoce como "Sensenbrenner Bill" (proyecto de ley Sensenbrenner), pues su patrocinador en la cámara de representantes fue James Sensenbrenner. Este proyecto de ley se encuentra actualmente (3 de abril de 2006) en consideración por parte del senado estadounidense, tras las enmiendas propuestas por el Comité Judicial del Senado.

## Provisiones
El proyecto de ley aprobado por la Cámara de Representantes, incluyendo las enmiendas, contiene los siguientes estatutos, entre otros: 
  Archivado el 1 de diciembre de 2008 en Wayback Machine.
- Requiere de hasta 1,100 km (700 millas) de muro a lo largo de la frontera EE. UU.-México en los puntos con el mayor número de pasos de ilegales, muerte de inmigrantes y tráfico de drogas ilegales (House Amendment 648, authored by Duncan Hunter).
- Requiere que el gobierno federal tome custodia legal de los extranjeros ilegales detenidos por autoridades locales. Esto terminaría la práctica de "arrestar y liberar", en la cual en ocasiones oficiales federales indican a la ley local que liberen a extranjeros ilegales detenidos porque los recursos para investigarlos no están disponibles. También reembolsa los gastos generados por detener extranjeros ilegales a las agencias locales en los 29 condados a lo largo de la frontera. (Section 607)
- Exige a los empleadores que verifiquen el estatus legal a través de medios electrónicos, que se irán implementando en varios años. También requiere que se envíen informes al Congreso por uno y dos años después de la implementación para asegurar que se está utilizando. (Título VII).
- Elimina el programa Diversity Immigrant Visa (también conocida como Green Card Lottery) (House Amendment 650, authored by Bob Goodlatte).
- Prohíbe fondos para agencias federales, estatales o locales que mantengan una política de refugio (House Amendment 659, authored by Thomas Tancredo).
- Incorpora comunicaciones vía satélite entre los oficiales de inmigración (House Amendment 638, authored by John Carter).
- Requiere que todos los uniformes de la Patrulla Fronteriza de los Estados Unidos sean fabricados en los E.U. para evitar copias falsas (House Amendment 641, authored by Rick Benzi).
- Instituye una planificación para el desarrollo de US-VISIT para todos los puntos de revisión en tierra (House Amendment 642, authored by Michael Castle).
- Requiere que el Departamento de Securidad Nacional (DHS por sus siglas en inglés) informe del número de OTMs (No Mexicanos) detenidos y deportados y el número de ellos que son de estados que apoyan el terrorismo. (Sección 401)
- Formaliza la condena del Congreso por violación cometida por los contrabandistas de personas ("coyotes") a lo largo de la frontera y pide a México que tome acción inmediata para prevenirlas (House Amendment 647, authored by Ginny Brown-Waite).
- Todos los ilegales deportados deberán pagar una multa por $3,000 si están de acuerdo de irse voluntariamente pero no se adhieren a los términos de su acuerdo. El tiempo establecido para partir voluntariamente es recortado a 60 días.
- Todos los niños nacidos de inmigrantes ilegales en los Estados Unidos serán custodia del estado.
- Requiere al DHS que realice un estudio acerca del potencial para colocar un muro en la Frontera EE. UU.-Canadá.
- Por falsificación de documentos establece la sentencia mínima a 10 años, multa o ambas, con sentencias mayores en casos de apoyo al tráfico de drogas y terrorismo.
- Establece un Centro de Documentos Fraudulentos dentro del DHS.
- Incrementa las penas para crímenes graves y varios fraudes, incluyendo el fraude matrimonial y fraude de documentos.
- Establece una fecha límite de 18-meses para que el DHS controle la frontera, con un informe progresivo para ser entregado un año después de aplicar la legislación.
- Requiere estar limpio en las revisiones del archivo criminal, lista de terroristas y documentos fraudulentos para cualquier extranjero antes de aprobarse un estatus legal de inmigración.
- Reembolsa a los estados que ayuden a aplicar las leyes de inmigración.
- Proveer casa a ilegales será considerado un crimen mayor y serán sujetos a no menos de 3 años en prisión.
- Permite la deportación de cualquier extranjero ilegal culpable de conducir bajo los efectos del alcohol (DUI por sus siglas en inglés).
- Agrega el tráfico de seres humanos y el contrabando estos al estatuto de lavado-de-dinero.
- Incrementa las penas por emplear extranjeros ilegales a $7,500 para ofensores de primera vez, $15,000 para ofensores de segunda ocasión, y $40,000 para todas las ofensas subsecuentes.
- Niega aceptar inmigrantes de países que pospongan o se nieguen a aceptar a los ciudadanos del país extranjero que han sido deportados de los Estados Unidos (Sección 404).JOEL

## Prohíbe que se ayude a inmigrantes indocumentados
Sería un delito “ayudar” a inmigrantes ilegales a «permanecer en los Estados Unidos … a sabiendas de o en abierto rechazo del hecho que tal individuo es un inmigrante que carece de la autorización legal para residir o permanecer en los Estados Unidos». [1] Además, el tiempo de encarcelamiento que se aplica a un inmigrante ilegal se aplicaría también a quienquiera que «conscientemente ampare o ayude» aquel inmigrante «a reingresar a los Estados Unidos». [2] Mientras estas cláusulas posiblemente tienen como intención sólo blanquear a coyotes, tal como están redactadas incluyen a cualquier organización caritativa, iglesia o vecino de un inmigrante ilegal que lo ayude a permanecer en los Estados Unidos, por ejemplo, al proveerle alimento, ropa o abrigo.
Las leyes vigentes ya prohíben «la ayuda y el amparo» a los inmigrantes ilegales. Este proyecto de ley, sin embargo, está específicamente elaborado con vistas a aumentar el cumplimiento de las leyes contra el tráfico de seres humanos.

## Debate
Una amplia gama de grupos que luchan en pro de los inmigrantes y justicia social, organizaciones humanitarias y religiosas, al igual que grupos como los adeptos de La Raza, se oponen a la versión del proyecto de ley de la Cámara de los Representantes. Entre las críticas planteadas por los grupos opositores figura el hecho de que la legislación que ha sido propuesta afectará injusta y severamente a más de 11 millones de inmigrantes ilegales y aquellos que se asocien a ellos, que incluye medidas que crean barreras sustanciales a la política comunitaria, y que supone el proyecto de ley antiinmigración más draconiano en más de un siglo.
Cuando se discute este proyecto de ley, es importante recalcar que el proyecto de ley no específica a ningún grupo en particular sobre cualquier otro grupo; la promulgación del proyecto de ley afectaría a todos los forasteros ilegales viviendo dentro de los Estados Unidos. El hecho de que la mayoría de las protestas hasta la fecha han venido mayormente de centros poblacionales mexicanos e hispanos se debe al hecho que los mexicanos serían el mayor grupo de inmigrantes ilegales en el país.
Los detractores del proyecto de ley dicen que éste incluye medidas que violarían los derechos humanos de quienes buscan asilo al privarles de las protecciones legales, criminalizando su estatus mientras no esté bajo su control, y al dramáticamente limitar su acceso a servicios esenciales. Asimismo redefiniría a los inmigrantes indocumentados como criminales, y puniría a quienquiera fuera culpable de ayudarles. También crearía una serie de penas mínimas para una variedad de ofensas, incluyendo algunas que expondrían trabajadores humanitarios, maestras de escuela pública, trabajadores religiosos, y otros cuya única meta es brindar ayuda y amparo a penas obligatorias mínimas de cinco años de encarcelamiento.
Del otro lado del debate, se asevera que vivir ilegalmente en los Estados Unidos es un crimen, y que este proyecto de ley sólo pretende poner en vigor   códigos migratorios que llevan mucho tiempo sin ser acatados. Los partidarios del proyecto de ley insisten que incrementará la seguridad fronteriza al poner más agentes de inmigración y aduana en la frontera, ayudando así a disminuir cualesquier entrada posible en el país por terroristas, y que la promulgación de la ley podrá ayudar a contrarrestar el narcotráfico y el tráfico de seres humanos desde México a los Estados Unidos al privar los traficantes de fuentes y contactos en el lado estadounidense de la frontera.

## Protestas
Millones de individuos, tanto inmigrantes ilegales y residentes legales que los apoyan, protestaron la legislación, aseverando que podrá separar familias y resultar en la deportación masiva. Sus líderes han llamado al Congreso a que apruebe un proyecto de ley que permita a individuos actualmente indocumentados y no autorizados a residir legalmente en el país recibir estatus legal o amnistía. En la actualidad, el senado de los Estados Unidos tiene varios proyectos de ley atravesando su comité que han suprimido algunas de las provisiones de H.R. 4437, como las partes que declaran que la presencia ilegal es un delito y penalizan la ayuda a los inmigrantes ilegales. Asimismo, muchas ciudades y condados han adoptado posiciones formales en oposición al proyecto de ley. Líderes sindicales también se han opuesto al proyecto de ley, aunque el movimiento sindical se encuentra dividido entre los partidarios de un programa de trabajadores invitados y los partidarios de la amnistía para los que residen actualmente en condición irregular, dos de las provisiones que están contenidas actualmente en algunos de los proyectos de ley en el senado.
El Proyecto de los Minutemen ha tomado el partido de que el apoyo al proyecto ley H.R. 4437 es el primer paso hacia el control de la frontera. Asimismo, muchos ciudadanos se oponen a los inmigrantes ilegales y sus exigencias por amnistía o estatus legal.
El lunes 1 de mayo fue “un día sin inmigrantes”, durante el que los inmigrantes ilegales y quienes los apoyan fueron alentados a abstenerse de comprar lo que fuera y faltar al trabajo o a la escuela. Su meta era impactar la economía y demostrar a la ciudadanía hasta qué punto depende de la inmigración ilegal. Resultó en por lo menos un millón de manifestantes por todo el país, aunque algunas fuentes estiman que más de dos millones de manifestantes fueron a las calles. Marchas tuvieron lugar en Los Ángeles, Nueva York, Chicago e incluso en ciudades menores en Pensilvania, Virginia y Carolina del Norte. Muchedumbres en Los Ángeles se calcularon alrededor de 600.000 personas para las dos marchas del boicot. Tras la segunda mayor huelga en Chicago, se estimó que alrededor de más de 400.000 personas tomaron las calles para mostrar su apoyo a la reforma migratoria.